# Élections sénatoriales de 1998 dans l'Aveyron
Les élections sénatoriales dans l'Aveyron ont eu lieu le dimanche 27 septembre 1998. 
Elles ont eu pour but d'élire les sénateurs représentant le département au Sénat pour un mandat de neuf années.

## Contexte départemental
Lors des élections sénatoriales du 24 septembre 1989 dans l'Aveyron, deux sénateurs UDF-PR ont été élus, Jean Puech et Bernard Seillier.
Depuis, tous les effectifs du collège électoral des grands électeurs ont été renouvelés, avec les élections législatives françaises de 1997, les élections régionales françaises de 1998, les élections cantonales de 1994 et 1998 et les élections municipales françaises de 1995.

## Sénateurs sortants
| Sénateur | Sénateur         | Parti | Fonctions lors de l'élection en 1989                                                |
| -------- | ---------------- | ----- | ----------------------------------------------------------------------------------- |
|          | Jean Puech       | DL    | Sénateur sortant, président du conseil général, président de l'ADF, maire de Rignac |
|          | Bernard Seillier | DL    |                                                                                     |

## Présentation des candidats
Les nouveaux représentants sont élus pour une législature de 9 ans au suffrage universel indirect par les 847 grands électeurs du département. 
Dans l'Aveyron, les sénateurs sont élus au scrutin majoritaire à deux tours.
| Candidats | Candidats         | Parti | Principale fonction                                                                 |
| --------- | ----------------- | ----- | ----------------------------------------------------------------------------------- |
|           | Patrick Rousseau  | PCF   | Conseiller municipal d'Capdenac                                                     |
|           | Guy Drillin       | PCF   | Conseillère municipale d'Onet-le-Château                                            |
|           | Alain Desjardins  | Verts |                                                                                     |
|           | Gérard Deruy      | PS    | Conseiller régional                                                                 |
|           | Armand Vernhettes | PRG   | Conseiller général, maire de Montjaux                                               |
|           | Jean Puech        | DL    | Sénateur sortant, président du conseil général, président de l'ADF, maire de Rignac |
|           | Bernard Seillier  | DL    | Sénateur sortant, conseiller général, maire de Sévérac-le-Château                   |
|           | André Marçais     | FN    |                                                                                     |

## Résultats
|                | Jean Puech        | DL             | 533 | 65,32  |  |  |
|                | Bernard Seillier  | DL             | 521 | 63,85  |  |  |
|                | Armand Vernhettes | PRG            | 192 | 23,53  |  |  |
|                | Gérard Deruy      | PS             | 190 | 23,28  |  |  |
|                | Patrick Rousseau  | PCF            | 45  | 5,51   |  |  |
|                | Guy Drillin       | PCF            | 43  | 5,27   |  |  |
|                | Alain Desjardins  | Verts          | 23  | 2,82   |  |  |
|                | André Marçais     | FN             | 10  | 1,23   |  |  |
|                |                   |                |     |        |  |  |
| Inscrits       | Inscrits          | Inscrits       | 847 | 100,00 |  |  |
| Abstentions    | Abstentions       | Abstentions    | 9   | 1,06   |  |  |
| Votants        | Votants           | Votants        | 838 | 98,94  |  |  |
| Blancs et nuls | Blancs et nuls    | Blancs et nuls | 22  | 2,63   |  |  |
| Exprimés       | Exprimés          | Exprimés       | 816 | 97,37  |  |  |